# Axel Juel (forfatter)
 For alternative betydninger, se Axel Juel. (Se også artikler, som begynder med Axel Juel)
Axel Niels Christian Juel (født 12. februar 1883 i København, død 15. juli 1948 i Charlottenlund) var en dansk jurist, forfatter, digter og oversætter.
Han debuterede i 1909 med digtsamlingen De første blomster. Blev i 1925 gift med Anna Louise Rigmor Blume
I det andet afsnit af tv-serien Matador læser Ingeborg et digt af Axel Juel højt.

## Hæder
- 1919, Otto Benzons Forfatterlegat
- 1932, Drachmannlegatet
- 1934, Ingenio et arti
- 1942, Professor Peter Mariager og Hustrus Legat
- 1943, Det anckerske Legat
- 1947, Dansk Oversætterforbunds Ærespris
- 1948, Helge Rode Legatet